# Grande-Bretagne aux Jeux paralympiques
Le Royaume-Uni de Grande-Bretagne et d'Irlande du Nord participe (sous le nom de « Grande-Bretagne ») aux Jeux paralympiques d'été et d'hiver. Le pays a participé à tous les Jeux depuis les premiers en 1960.
Si la Grèce est à l'origine des Jeux olympiques, qui doivent leur renaissance à l'ère moderne au Français Pierre de Coubertin, le Royaume-Uni est le pays de naissance des Jeux paralympiques. En 1948, le docteur Ludwig Guttmann organise (en parallèle aux Jeux olympiques de Londres), une compétition sportive à l'hôpital de Stoke Mandeville, pour des vétérans britanniques de la Seconde Guerre mondiale atteints à la moelle épinière et participant en fauteuil roulant. Cette compétition s'internationalise en 1952 avec la participation de vétérans néerlandais, puis donne lieu aux premiers Jeux paralympiques à Rome en 1960, là aussi organisés en parallèle aux Jeux olympiques.
Les Britanniques ont obtenu de particulièrement bons résultats aux Jeux d'été, se classant deuxièmes au tableau d'ensemble des médailles après les Jeux de 2012. Aux Jeux d'hiver, la première médaille d'or britannique est obtenue par la skieuse Kelly Gallagher aux Jeux de 2014.
Le Royaume-Uni a accueilli deux fois les Jeux paralympiques : en 1984 à Stoke Mandeville, et en 2012 à Londres.

## Usage du nom « Grande-Bretagne »
Pour des raisons historiques, la délégation britannique emploie le nom de « Grande-Bretagne » aux Jeux olympiques et paralympiques, et se présente sous l'appellation Team GB (« l'équipe de Grande-Bretagne »). Néanmoins, la délégation représente bien l'ensemble du Royaume-Uni, y compris l'Irlande du Nord (qui, géographiquement, ne se trouve pas en Grande-Bretagne). Elle représente aussi les dépendances de la Couronne, et certains territoires britanniques d'outre-mer,.

## Tableaux des médailles

### Médailles par Jeux paralympiques
*La bordure rouge indique que le tournoi a eu lieu à domicile.
| Année                          | Athlètes        | Médaille d'or, Jeux paralympiques | Médaille d'argent, Jeux paralympiques | Médaille de bronze, Jeux paralympiques | Total | Rang |
| 1960 Rome                      | 53              | 20                                | 15                                    | 20                                     | 55    | 2    |
| 1964 Tokyo                     | 39              | 18                                | 23                                    | 20                                     | 61    | 2    |
| 1968 Tel Aviv                  | 75              | 29                                | 20                                    | 20                                     | 69    | 2    |
| 1972 Heidelberg                | 72              | 16                                | 15                                    | 21                                     | 52    | 3    |
| 1976 Toronto                   | 87              | 29                                | 28                                    | 37                                     | 94    | 5    |
| 1980 Arnhem                    | 96              | 47                                | 32                                    | 21                                     | 100   | 5    |
| 1984 Stoke Mandeville/New York | 227             | 107                               | 112                                   | 112                                    | 331   | 2    |
| 1988 Seoul                     | 231             | 65                                | 65                                    | 54                                     | 184   | 3    |
| 1992 Barcelona/Madrid          | 209             | 42                                | 51                                    | 45                                     | 138   | 3    |
| 1996 Atlanta                   | 248             | 39                                | 42                                    | 41                                     | 122   | 4    |
| 2000 Sydney                    | 215             | 41                                | 43                                    | 47                                     | 131   | 2    |
| 2004 Athens                    | 167             | 35                                | 30                                    | 29                                     | 94    | 2    |
| 2008 Beijing                   | 212             | 42                                | 29                                    | 31                                     | 102   | 2    |
| 2012 London                    | 288             | 34                                | 43                                    | 43                                     | 120   | 3    |
| 2016 Rio de Janeiro            | 265             | 64                                | 39                                    | 44                                     | 147   | 2    |
| 2020 Tokyo                     | 227             | 41                                | 38                                    | 45                                     | 124   | 2    |
| 2024 Paris                     | 215             | 49                                | 44                                    | 31                                     | 124   | 2    |
| 2028 Los Angeles               | futur événement |                                   |                                       |                                        |       |      |
| 2032 Brisbane                  | futur événement |                                   |                                       |                                        |       |      |
| Total                          | Total           | 718                               | 669                                   | 661                                    | 2048  | 2    |

| Année                   | Athlètes        | Médaille d'or, Jeux paralympiques | Médaille d'argent, Jeux paralympiques | Médaille de bronze, Jeux paralympiques | Total           | Rang            |                 |
| 1976 Örnsköldsvik       | 6               | 0                                 | 0                                     | 0                                      | 0               | –               |                 |
| 1980 Geilo              | 8               | 0                                 | 0                                     | 0                                      | 0               | –               |                 |
| 1984 Innsbruck          | 22              | 0                                 | 4                                     | 6                                      | 10              | 12              |                 |
| 1988 Innsbruck          | 24              | 0                                 | 0                                     | 0                                      | 0               | –               |                 |
| 1992 Tignes-Albertville | 15              | 0                                 | 1                                     | 4                                      | 5               | 15              |                 |
| 1994 Lillehammer        | 23              | 0                                 | 0                                     | 5                                      | 5               | 21              |                 |
| 1998 Nagano             | 21              | 0                                 | 0                                     | 0                                      | 0               | –               |                 |
| 2002 Salt Lake City     | 2               | 0                                 | 0                                     | 0                                      | 0               | –               |                 |
| 2006 Turin              | 20              | 0                                 | 1                                     | 0                                      | 1               | 17              |                 |
| 2010 Vancouver          | 12              | 0                                 | 0                                     | 0                                      | 0               | –               |                 |
| 2014 Sochi              | 15              | 1                                 | 3                                     | 2                                      | 6               | 10              |                 |
| 2018 PyeongChang        | 17              | 1                                 | 4                                     | 2                                      | 7               | 13              |                 |
| 2022 Beijing            | 24              | 1                                 | 1                                     | 4                                      | 6               | 14              |                 |
| 2026 Cortina d'Ampezzo  | futur événement | futur événement                   | futur événement                       | futur événement                        | futur événement | futur événement | futur événement |
| Total                   | Total           | 3                                 | 14                                    | 23                                     | 40              | 26              |                 |

| Médailles par sport | Médailles par sport | Médailles par sport | Médailles par sport | Médailles par sport |
| ------------------- | ------------------- | ------------------- | ------------------- | ------------------- |
| Sport               |                     |                     |                     | Total               |
| Natation            | 225                 | 257                 | 230                 | 712                 |
| Athlétisme          | 215                 | 174                 | 188                 | 573                 |
| Cyclisme            | 50                  | 30                  | 16                  | 96                  |
| Lawn Bowls          | 35                  | 28                  | 19                  | 82                  |
| Équitation          | 34                  | 20                  | 10                  | 64                  |
| Tennis de table     | 26                  | 31                  | 47                  | 104                 |
| Tir à l'arc         | 18                  | 22                  | 22                  | 62                  |
| Escrime             | 11                  | 12                  | 26                  | 49                  |
| Tir                 | 8                   | 9                   | 11                  | 28                  |
| Snooker             | 8                   | 4                   | 6                   | 18                  |
| Aviron              | 8                   | 0                   | 2                   | 10                  |
| Paracanoë           | 6                   | 1                   | 5                   | 12                  |
| Boccia              | 5                   | 5                   | 3                   | 13                  |
| Haltérophilie       | 4                   | 6                   | 5                   | 15                  |
| Judo                | 4                   | 4                   | 9                   | 17                  |
| Powerlifting        | 4                   | 4                   | 9                   | 17                  |
| Tennis              | 3                   | 7                   | 6                   | 16                  |
| Paratriathlon       | 2                   | 3                   | 2                   | 7                   |
| Dartchery           | 1                   | 1                   | 1                   | 3                   |
| Voile               | 1                   | 0                   | 3                   | 4                   |
| Rugby               | 1                   | 0                   | 0                   | 1                   |
| Basketball          | 0                   | 3                   | 6                   | 9                   |
| Badminton           | 0                   | 1                   | 1                   | 2                   |
| Taekwondo           | 0                   | 1                   | 1                   | 2                   |
| Volleyball          | 0                   | 1                   | 0                   | 1                   |
| Football à sept     | 0                   | 0                   | 3                   | 3                   |
| Total               | 669                 | 625                 | 630                 | 1924                |

| Médailles par sport | Médailles par sport | Médailles par sport | Médailles par sport | Médailles par sport |
| ------------------- | ------------------- | ------------------- | ------------------- | ------------------- |
| Sport               |                     |                     |                     | Total               |
| Ski alpin           | 3                   | 9                   | 15                  | 27                  |
| Course sur luge     | 0                   | 4                   | 4                   | 8                   |
| Curling             | 0                   | 1                   | 1                   | 2                   |
| Ski de fond         | 0                   | 0                   | 2                   | 2                   |
| Snowboard           | 0                   | 0                   | 1                   | 1                   |
| Total               | 3                   | 14                  | 23                  | 40                  |

## Multi-médaillés
Les athlètes en gras sont toujours actifs

### Jeux paralympiques d'été

#### Plusieurs médaillés aux jeux paralympiques d'été
Les athlètes qui ont remporté au moins trois médailles d’or ou cinq médailles.
| No. | Athlète              | Sport(s)                                    | Années               | Genre | Or | Argent | Bronze | Total |
| --- | -------------------- | ------------------------------------------- | -------------------- | ----- | -- | ------ | ------ | ----- |
| 1   | Sarah Storey         | Cyclisme Natation                           | 1992 – 2024          | F     | 19 | 8      | 3      | 30    |
| 2   | Mike Kenny           | Natation                                    | 1976 – 1988          | M     | 16 | 2      | 0      | 18    |
| 3   | Lee Pearson          | Équitation                                  | 2000 - 2020          | M     | 14 | 2      | 1      | 17    |
| 4   | Tanni Grey-Thompson  | Athlétisme                                  | 1988 – 2000          | F     | 11 | 4      | 1      | 16    |
| 4   | David Roberts        | Natation                                    | 2000 – 2008          | M     | 11 | 4      | 1      | 16    |
| 6   | Isabel Newstead      | Athlétisme Tir Natation                     | 1984–2004            | F     | 10 | 4      | 4      | 18    |
| 7   | Carol Bryant         | Athlétisme Escrime Natation Tennis de table | 1964–1976, 1988      | F     | 10 | 2      | 5      | 17    |
| 8   | Chris Holmes         | Natation                                    | 1988–2000            | M     | 9  | 5      | 1      | 15    |
| 9   | Jody Cundy           | Cyclisme Natation                           | 1996–2024            | M     | 9  | 3      | 1      | 13    |
| 10  | Robin Surgeoner      | Natation                                    | 1984–1988            | M     | 9  | 0      | 0      | 9     |
| 10  | Hannah Cockroft      | Athlétisme                                  | 2012–2024            | F     | 9  | 0      | 0      | 9     |
| 12  | Robert Matthews      | Athlétisme                                  | 1984–2004            | M     | 8  | 4      | 1      | 13    |
| 13  | Sophie Christiansen  | Équitation                                  | 2004–2016            | F     | 8  | 1      | 1      | 10    |
| 14  | James Anderson       | Natation                                    | 1992–2012            | M     | 6  | 9      | 2      | 17    |
| 15  | Valerie Robertson    | Athlétisme Escrime Natation Tir à l'arc     | 1964–1976            | F     | 6  | 4      | 2      | 12    |
| 16  | Dick Thompson        | Athlétisme Basket-ball                      | 1960–1968            | M     | 6  | 3      | 6      | 15    |
| 17  | Darren Kenny         | Cyclisme                                    | 2004–2012            | M     | 6  | 3      | 1      | 10    |
| 18  | David Weir           | Athlétisme                                  | 2004–2016            | M     | 6  | 2      | 2      | 10    |
| 18  | Natasha Baker        | Équitation                                  | 2012–2024            | F     | 6  | 2      | 2      | 10    |
| 20  | Janice Burton        | Natation                                    | 1984–1996            | F     | 5  | 10     | 5      | 20    |
| 21  | James Muirhead       | Natation                                    | 1976–1984            | M     | 5  | 5      | 3      | 13    |
| 22  | Noel Thatcher        | Athlétisme                                  | 1984–2004            | M     | 5  | 4      | 2      | 11    |
| 23  | Barbara Anderson     | Natation Tennis de table Tir à l'arc        | 1960–1972            | F     | 5  | 2      | 0      | 7     |
| 23  | David Ellis          | Natation                                    | 1964–1972            | M     | 5  | 2      | 0      | 7     |
| 25  | Ellie Simmonds       | Natation                                    | 2008–2016            | F     | 5  | 1      | 2      | 8     |
| 26  | Anne Dunham          | Équitation                                  | 1996–2008            | F     | 5  | 1      | 1      | 7     |
| 26  | Kadeena Cox          | Athlétisme Cyclisme                         | 2016–2024            | F     | 5  | 1      | 1      | 7     |
| 28  | Colin Keay           | Athlétisme                                  | 1984–1988            | M     | 5  | 1      | 0      | 6     |
| 29  | Michael Walker       | Athlétisme                                  | 1988–1992            | M     | 5  | 0      | 0      | 5     |
| 30  | Sophie Wells         | Équitation                                  | 2012-2024            | F     | 4  | 4      | 2      | 10    |
| 31  | Margaret Maughan     | Dartchery Lawn bowls Natation Tir à l'arc   | 1960–1980            | F     | 4  | 2      | 0      | 6     |
| 31  | Deborah Criddle      | Équitation                                  | 2004–2012            | F     | 4  | 2      | 0      | 6     |
| 33  | Caroline Innes       | Athlétisme                                  | 1992–2000            | F     | 4  | 1      | 0      | 5     |
| 34  | James Crisp          | Natation                                    | 2000–2012            | M     | 3  | 6      | 3      | 12    |
| 35  | Margaret McEleny     | Natation                                    | 1992–2004            | F     | 3  | 5      | 7      | 15    |
| 36  | Jeanette Chippington | Natation Paracanoë                          | 1988–2004, 2016-2020 | F     | 3  | 4      | 7      | 14    |
| 37  | Nigel Coultas        | Athlétisme                                  | 1988–1992            | M     | 3  | 4      | 0      | 7     |
| 38  | Stephen Payton       | Athlétisme                                  | 1996–2008            | M     | 3  | 2      | 4      | 9     |
| 39  | Giles Long           | Natation                                    | 1996–2004            | M     | 3  | 2      | 2      | 7     |
| 40  | Poppy Maskill        | Natation                                    | 2024                 | F     | 3  | 2      | 0      | 5     |
| 41  | Alice Tai            | Natation                                    | 2016, 2024           | F     | 3  | 1      | 3      | 7     |
| 42  | Charlotte Henshaw    | Natation Paracanoë                          | 2012-2024            | F     | 3  | 1      | 1      | 5     |
| 43  | Nicola Tustain       | Équitation                                  | 2000–2004            | F     | 3  | 0      | 3      | 6     |
| 44  | Kenny Churchill      | Athlétisme                                  | 1992–2008            | M     | 3  | 0      | 2      | 5     |
| 45  | Peter Hull           | Natation                                    | 1988–1992            | M     | 3  | 0      | 0      | 3     |
| 45  | Lauren Rowles        | Aviron                                      | 2016-2024            | F     | 3  | 0      | 0      | 3     |
| 47  | Martin Mansell       | Natation                                    | 1984–1988            | M     | 2  | 5      | 1      | 8     |
| 48  | Dimitri Coutya       | Escrime                                     | 2020-2024            | M     | 2  | 2      | 4      | 8     |
| 49  | Sophie Unwin         | Cyclisme                                    | 2020-2024            | F     | 2  | 2      | 2      | 6     |
| 50  | Jonnie Peacock       | Athlétisme                                  | 2012-2024            | M     | 2  | 2      | 1      | 5     |
| 50  | Stephen Bate         | Cyclisme                                    | 2016-2024            | M     | 2  | 2      | 1      | 5     |
| 52  | Lora Fachie          | Cyclisme                                    | 2016-2024            | F     | 2  | 1      | 4      | 7     |
| 53  | Stephen Clegg        | Natation                                    | 2020-2024            | M     | 2  | 1      | 2      | 5     |
| 54  | Piers Gilliver       | Escrime                                     | 2020-2024            | M     | 1  | 5      | 2      | 8     |
| 55  | Claire Cashmore      | Natation Triathlon                          | 2008-2024            | F     | 1  | 4      | 5      | 10    |
| 56  | Samantha Kinghorn    | Athlétisme                                  | 2020-2024            | F     | 1  | 4      | 1      | 6     |
| 57  | Clare Cunningham     | Natation Triathlon                          | 1992–1996, 2016      | F     | 1  | 4      | 0      | 5     |
| 57  | Will Bayley          | Tennis de table                             | 2012-2024            | M     | 1  | 4      | 0      | 5     |
| 59  | Karé Adenegan        | Athlétisme                                  | 2016–2024            | F     | 0  | 5      | 2      | 7     |
| 60  | Terry Bywater        | Basketball                                  | 2000-2024            | M     | 0  | 1      | 4      | 5     |

#### Multi-médaillés lors d'une même édition
Voici une liste des athlètes britanniques qui ont remporté au moins deux médailles d'or lors d'une même édition des Jeux. Ils sont classés par catégorie en fonction des médailles d'or (puis d'argent puis de bronze) remportées, des sports et de l'année.
| No. | Athlète              | Sport(s)        | Années | Genre | Or | Argent | Bronze | Total |
| --- | -------------------- | --------------- | ------ | ----- | -- | ------ | ------ | ----- |
| 1   | Mike Kenny           | Natation        | 1984   | M     | 5  | 1      | 0      | 6     |
| 1   | Mike Kenny           | Natation        | 1988   | M     | 5  | 1      | 0      | 6     |
| 3   | Pauline Foulds       | Natation        | 1960   | F     | 5  | 0      | 0      | 5     |
| 3   | Robin Surgeoner      | Natation        | 1984   | M     | 5  | 0      | 0      | 5     |
| 5   | Dick Thompson        | Athlétisme      | 1960   | M     | 4  | 0      | 1      | 7     |
| 5   | Dick Thompson        | Basket-ball     | 1960   | M     | 0  | 1      | 1      | 7     |
| 6   | Darren Kenny         | Cyclisme        | 2008   | M     | 4  | 1      | 0      | 5     |
| 7   | Michael Walker       | Athlétisme      | 1988   | M     | 4  | 0      | 0      | 4     |
| 7   | Barbara Anderson     | Natation        | 1960   | F     | 3  | 0      | 0      | 4     |
| 7   | Barbara Anderson     | Tennis de table | 1960   | F     | 1  | 0      | 0      | 4     |
| 9   | Janice Burton        | Natation        | 1992   | F     | 3  | 4      | 0      | 7     |
| 10  | James Crisp          | Natation        | 2000   | M     | 3  | 2      | 2      | 7     |
| 11  | Sarah Bailey         | Natation        | 1996   | F     | 3  | 1      | 1      | 5     |
| 12  | Nigel Coultas        | Athlétisme      | 1988   | M     | 3  | 1      | 0      | 4     |
| 12  | Bethany Firth        | Natation        | 2016   | F     | 3  | 1      | 0      | 4     |
| 14  | Stephen Payton       | Athlétisme      | 1996   | M     | 3  | 0      | 1      | 4     |
| 15  | Colin Keay           | Athlétisme      | 1984   | M     | 3  | 0      | 0      | 3     |
| 15  | Peter Hull           | Natation        | 1992   | M     | 3  | 0      | 0      | 3     |
| 17  | Joanne Rout          | Natation        | 1988   | F     | 2  | 3      | 0      | 5     |
| 18  | Jeanette Chippington | Natation        | 1996   | F     | 2  | 1      | 2      | 5     |
| 19  | Kadeena Cox          | Athlétisme      | 2016   | F     | 1  | 1      | 1      | 4     |
| 19  | Kadeena Cox          | Cyclisme        | 2016   | F     | 1  | 0      | 0      | 4     |
| 19  | Ellie Simmonds       | Natation        | 2012   | F     | 2  | 1      | 1      | 4     |
| 20  | Thelma Young         | Natation        | 1988   | F     | 2  | 0      | 2      | 4     |
| 21  | Nicola Tustain       | Équitation      | 2000   | F     | 2  | 0      | 1      | 3     |

#### Multi-médaillés lors d'une même épreuve
Voici une liste des athlètes britanniques qui ont remporté au moins deux médailles d'or dans une seule épreuve aux Jeux paralympiques d'été. Classés par catégorie selon les médailles gagnées, les sports, puis les médailles d'or gagnées.
| No. | Athlète         | Sport(s)        | épreuve                              | Années    | Jeux | Genre | Or | Argent | Bronze | Total |
| --- | --------------- | --------------- | ------------------------------------ | --------- | ---- | ----- | -- | ------ | ------ | ----- |
| 1   | Sascha Kindred  | Natation        | 200 m quatre nages individuel hommes | 1996-2016 | 6    | M     | 4  | 1      | 0      | 5     |
| 2   | Tommy Taylor    | Tennis de table | Double messieurs                     | 1960-1980 | 6    | M     | 4  | 0      | 1      | 5     |
| 3   | Anne Dunham     | Équitation      | Grand Prix Open par équipe           | 1996-2008 | 4    | F     | 4  | 0      | 0      | 4     |
| 4   | Stephen Miller  | Athlétisme      | Lancer massue hommes F32/51          | 1996-2016 | 6    | M     | 3  | 1      | 2      | 6     |
| 5   | Kenny Churchill | Athlétisme      | Lancer du javelot hommes F36         | 1992-2004 | 4    | M     | 3  | 0      | 1      | 4     |
| 6   | Caroline Innes  | Athlétisme      | 100m femmes T36                      | 1992-2000 | 3    | F     | 2  | 1      | 0      | 3     |
| 7   | Emma Brown      | Powerlifting    | Moins de 82,5 kg femmes              | 2000-2004 | 2    | F     | 2  | 0      | 0      | 2     |
| 8   | Bethany Firth   | Natation        | 100m dos femmes S14                  | 2016-2020 | 2    | F     | 2  | 0      | 0      | 0     |

#### Multi-médaillés lors d'un même sport
Voici une liste des athlètes britanniques les plus performants dans leur sport lors des Jeux paralympiques d'été. Ils sont classés par catégorie en fonction des médailles remportées, des sports, puis des médailles d'or remportées.
| Athlète                                                | Sport(s)   | Années    | Genre | Or | Argent | Bronze | Total |
| ------------------------------------------------------ | ---------- | --------- | ----- | -- | ------ | ------ | ----- |
| Lee Pearson                                            | Équitation | 2000-2020 | M     | 14 | 2      | 1      | 17    |
| Sarah Storey                                           | Cyclisme   | 1996-2020 | F     | 9  | 0      | 0      | 9     |
| Michael Shelton                                        | Snooker    | 1960-1976 | M     | 3  | 1      | 1      | 5     |
| James Fox Pamela Relph Laurence Whiteley Lauren Rowles | Aviron     | 2012-2020 |       | 2  | 0      | 0      | 2     |

### Jeux paralympiques d'hiver
| No. | Athlète                                 | Sport(s)        | Années    | Genre | Or | Argent | Bronze | Total |
| --- | --------------------------------------- | --------------- | --------- | ----- | -- | ------ | ------ | ----- |
| 1   | Menna Fitzpatrick Guide: Jennifer Kehoe | Ski alpin       | 2018      | F     | 1  | 2      | 1      | 4     |
| 2   | Kelly Gallagher Guide: Charlotte Evans  | Ski alpin       | 2010–2014 | F     | 1  | 0      | 0      | 1     |
| 3   | Jade Etherington Guide: Caroline Powell | Ski alpin       | 2014      | F     | 0  | 3      | 1      | 4     |
| 4   | Denise Smith                            | Course sur luge | 1984      | F     | 0  | 3      | 0      | 3     |
| 5   | Richard Burt                            | Ski alpin       | 1992–1994 | M     | 0  | 1      | 3      | 4     |